# Draba beltrani
Draba beltrani är en korsblommig växtart som beskrevs av Ihsan Ali Al-Shehbaz. Draba beltrani ingår i släktet drabor, och familjen korsblommiga växter. Inga underarter finns listade i Catalogue of Life.